# Камондо, Абрахам Соломон
Камондо, Абрахам Соломон (тур. Abraham Salomon Kamondo; 1781, Константинополь — 1873, Париж) — османский и французский банкир еврейского (сефардского) происхождения из династии Камондо, которая обосновалась в Османской империи после того, как правительство в 1492 году изгнало евреев из Испании.
До основания Оттоманского банка Камондо был банкиром османского правительства, и к его голосу прислушивались не только великие визири, но и султан. Влияние Камондо в Османской империи было весьма значительно, и ему удалось побудить османского султана издать фирман, в силу которого в пределах Османской империи землёй могли владеть и иностранцы.
Заботясь об интересах евреев, Камондо устроил в Константинополе центральную консисторию для турецких евреев и ввёл целый ряд реформ в общественную жизнь константинопольских евреев. В 1858 году он основал в Пери-Паша (предместье Константинополя, населенное бедняками) училище, носящее название Institution Camondo; позднее при этом училище были открыты мастерские для портных и сапожников. Некоторые раввины, недовольные порядками этого училища, повели энергичную кампанию против Камондо.
За необыкновенно крупные пожертвования во время перехода Венеции к итальянскому королевству король Виктор Эммануил II сделал Камондо потомственным графом (с передачей этого титула старшему сыну).
На пожертвования Камондо в Константинополе была построена лестница, соединяющая улицы Банкалар и Банкер.